# 노랭이 (1992년)

## 학력
- 만덕중학교 졸업
- 부산강서고등학교 졸업
- 경성대학교 경영학과 학사